# Goichi Suda
Goichi Suda (須田 剛一, Suda Gōichi; Ueda, Nagano, 2 de enero de 1968), conocido por su alias Suda51, es un director, diseñador y escritor de videojuegos japonés. Afiliado a Human Entertainment de 1994 a 1998, fundó Grasshopper Manufacture en 1998 junto con otros miembros del equipo de Human Entertainment para producir sus propios títulos. Sus trabajos más conocidos provienen de Grasshopper Manufacture, incluyendo The Silver Case (1999), Killer7 (2005), la serie No More Heroes y Lollipop Chainsaw (2012).
Suda y su estudio colabora frecuentemente con otros desarrolladores, incluyendo la creación de las secuencias cinemáticas en el título de Wii Project Zero 4, su implicación en Super Smash Bros. Brawl (su apodo "Suda51" aparece en los créditos del modo Emisario Subespacial), y el próximo proyecto con Hideo Kojima titulado Project S, sin embargo no se han publicado detalles sobre el juego desde su anuncio.
En agosto de 2008 Electronics Arts anuncio un acuerdo para distribuir un juego de acción y terror desarrollado por Grasshopper en colaboración con Q Entertainment. El proyecto será dirigido por Suda y producido por Shinji Mikami con Akira Yamaoka como compositor de la banda sonora. Se lanzará en Xbox 360, PlayStation 3, Wii, y PC
El 26 de enero de 2010 se lanzó para América No More Heroes: Desperate Struggle, en mayo de ese mismo año se lanzó en Europa y Australia y en octubre de este mismo año fue lanzado en Japón. Ésta es una de las pocas franquicias dirigidas por Suda51 que han sido lo suficientemente exitosas comercialmente para crear una secuela.
En 2011 se lanzó No More Heroes: Heroes' Paradise para PS3 y Xbox 360, una versión HD del título original con algunas mejoras y añadidos. En América y Europa solo se distribuyó la versión de PS3.
En 2012 se lanzó Lollipop Chainsaw para PS3 y Xbox 360, un juego de acción en el que el jugador controla a Juliet, una adolescente cazadora de zombis que debe salvar la ciudad de una invasión de muertos vivientes. Destaca su elevada dosis de humor absurdo y el carisma de sus personajes.
En 2013 se lanzó Killer is Dead para PS3 y Xbox 360. El protagonista de este título es un joven llamado Mondo Zappa, un asesino silencioso y efectivo armado con una katana y un brazo biónico. Su jugabilidad es similar a No More Heroes, pero su estética es idéntica a Killer7, con unos gráficos en cel-shading que recuerdan a las novelas gráficas.

## Carrera
Suda estaba trabajando como director de una funeraria, disfrutando del boom de los salones recreativos en Japón, cuando encontró un anuncio para ocupar una vacante en Human Entertainment, conocida por desarrollar las sagas Clock Tower y Fire Pro wrestling. Suda respondió al anuncio pero no recibió ninguna respuesta por parte de Human durante varias semanas. Supuso que su solicitud había sido pasada por alto y tenía previsto seguir con su trabajo en la funeraria, un trabajo que aborrecía. Finalmente Suda recibió una llamada de Human y fue contratado en el momento y empezó a trabajar como guionista en Super Fire Pro Wrestling 3 Final Bout. El siguiente juego en el que trabajó, Super Fire Pro Wrestling Special, permanece como uno de los más infames a causa de su sorprendente final.
Goichi Suda se puso a trabajar en los juegos de la saga Syndrome hasta su salida del equipo en 1998 poco antes de que Human se disolviese. Por aquella época, él formó Grasshopper Manufacture y empezó a trabajar en The Silver Case (también conocido como Silver Jiken). Este juego marcó el debut de un estilo de edición de la firma Grasshopper llamado "Film Window", en el cual el texto bota y se sacude por toda la pantalla. La historia del juego fue escrita en dos capítulos, uno sigue la investigación de una serie de asesinatos y el otro trata sobre un reportero que cubre la noticia de esos asesinatos.
En el año 2001, Grasshopper Manufacture desarrollo Flower, Sun, and Rain para la PlayStation 2. Este título se emplaza en una isla llamada Lospass con un hotel en el centro de la isla llamado Flower, Sun and Rain (Flor, sol y lluvia). El juego fue conocido por su enrevesada historia acerca de un "investigador" que es forzado a revivir el mismo día una y otra vez y sin quererlo se ve envuelto en los problemas de otros personajes. A medida que el juego avanza la habitación de su hotel empieza a retorcerse y girar y va perdiendo el baño pieza a pieza. En 2008 se lanzó una versión revisada del juego con contenido adicional para la Nintendo DS en Japón y Europa y en enero de 2009 se lanzó en Norteamérica.
En el 2005, suda hizo su debut en Norteamérica con Killer 7. El jugador toma el control de Harman Smith, un asesino de 60 años que está en silla de ruedas. Él es capaz de manifestar siete personalidades al mundo real, cada uno con su propio estilo de asesinato; el grupo en si es conocido como Killer7. La personalidad dominante es Garcian Smith ("The Cleaner") quien, mientras está en presencia de cámaras de seguridad o sets de televisión, es capaz de llamar a cualquiera de los otros seis miembros de Killer7. A diferencia de la mayoría de los casos de personalidad múltiple, Harman no solo cree que es alguien más; su cuerpo también adopta una forma física distinta cuando llama a otra de las personalidades. El Killer7 destapa un complot político entre Japón y los Estador Unidos. En el papel de Garcian poco a poco empizas a darte cuenta de la verdad detrás de su pasado. Aunque el juego no fue un gran éxito comercial, fue considerado como un juego de culto por muchos jugadores además, Killer7 también atrajo el interés de Grasshopper Manufacturer hacia los jugadores occidentales.
Más tarde Grasshopper colaboró con Marvelous Interactive en el lanzamiento de Contact para Nintendo DS. El juego tuvo un éxito mucho menor que Killer 7 al optar Suda51 por un acercamiento más casual. Contact es la historia de un joven se ve envuelto en una batalla entre El Profesor y un grupo de personajes intergalácticos llamados los CosmoNOTs. El juego está localizado por un notable escritor de Atlus llamado Tom Hulett, y fue lanzado en Europa en enero de 2007.
El 6 de diciembre de 2007 se lanzó en Japón No More Heroes y a principios del 2008 en el resto del mundo. La historia sigue a Travis Touchdown, que es un estereotipo de otaku - su habitación de hotel está decorado con figuras, pósteres y demás elementos de wrestling y anime - que vive al borde de la pobreza en el motel "NO MORE HEROES" de Santa Destroy, California. Tras ganar un katana láser en una subasta de internet se convierte en asesino profesional. Cuando no tiene dinero para comprar videojuegos o videos de lucha acepta un trabajo para matar a Helter Skelter, también conocido como "El Destripador", el cual consigue el rango n.º 11 en la Asociación de Asesinos Unidos (UAA), que es un cuerpo de asesinos. Al darse cuenta de que se ha convertido en el blanco de los aspirantes a asesinos, se pone en marcha para obtener la envidiable posición de asesino n.º 1 de la UAA.
Suda expresó su desaprobación por las ventas del juego en Japón diciendo que solo Nintendo lo hace bien al respecto del éxito de la Wii a causa de la adopción de los jugadores casuales. Más tarde él declaró que su comentario fue malinterpretado, diciendo que "lo que quería decir era que No More Heroes, al contrario que muchos títulos disponibles entonces para Wii son el tipo de producto que atrae a otros tipos de consumidores al hardware, atraería a jugadores que estén buscando géneros diferentes a los productos que han sido exitosos en esta plataforma". Fuera de Japón las ventas del juego fueron mucho más favorables, consiguiendo que se rumorease una posible secuela.
Suda51 declaró en una entrevista para Computer and Video Games que estaba interesado en producir una continuación de No More Heroes, con la condición de que el juego vendiese lo suficiente para convencer a las distribuidoras de que valdría la pena su financiación. Finalmente se llevó a cabo y el 9 de octubre de 2008 se mostró un tráiler de No More Heroes: Desperate Struggle en el TGS, que se puso a la venta para Europa el 28 de mayo de 2010.
El juego recibió los más altos y unánimes elogios de cualquier juego en la historia de Grasshopper, puntuando un 86 sobre 100 de acuerdo a la página Metacritic. En particular, se alabó el hecho de encontrar finalmente equilibrio entre la accesibilidad para el jugador medio y el estilo excéntrico característico de la firma de Suda51.

## Señas de identidad
Muchos de los juegos que Goichi Suda desarrolló dentro de Grasshopper Manufacture exhiben varias señas de identidad impresas por su autor como son:
- Un videojuego dentro de un videojuego (el juego virtual de Killer7 en Killer7; Dragon & Dragon y F-1 Racer en Contact; Pure White Giant Glastonbury en No More Heroes).
- Los asesinos como personajes principales (Garcian Smith en Killer7; Travis Touchdown en No More Heores, Mondo Zappa en Killer is Dead).
- Los personajes que rompen la cuarta pared (Sumio Mondo, Sue Dsing y Shoutaro Kai en Flower, Sun and Rain; Travis Touchdown, Jeane y Henry en No More Heroes; El Professor en Contact).
- Pasillos excesivamente largos (bajo la isla Eleki en Flower, Sun and Rain; el Senton Splash tunnel en No More Heroes)
- El estilo de edición de texto llamado "Film Window" en las cinemáticas (The Silver Case, Killer7 y en cierto grado en Samurai Champloo: Sidetracked).
- Escenas dedicadas a un solo personajes (introducciones de personajes y enemigos en Killer7; la pantalla superior del Professor en Contact; las pantallas de carga cuando el jugador alcanza las posiciones del ranking en No More Heroes).
- Largos diálogos con varios significados o interpretaciones (particularmente en Flower, Sun and Rain y Killer7).
- Personajes de lucha libre u otros objetos como máscaras de wrestling (El Crasher en Flower, Sun, and Rain; Mask de Smith en Killer7; el juego de cartas de Mask of the Legendary Wrestler en No More Heroes).
- Música tocando en las partes importantes de la historia y las cinemáticas (tema de los nombres de los capítulos en Flower, Sun, and Rain; el tema Vinculum en Killer7; la canción cantada por el Dr Peace en No More Heroes).
- Referencias a películas y la cultura pop (las conversaciones a lo largo de Flower, Sun, and Rain; los nombres de las palomas en Killer7; la ídolo del pop en Contact; las incontables referencias culturales en No More Heroes).
- Fases con una serie de dicotomías donde tomando el camino equivocado provoca que el jugador regrese al principio del camino. Algo o alguien acompaña al jugador dándole pistas sobre qué dirección es la correcta (la fase con Dsing en el Jardín Randelman en Flower, Sun, and Rain; la música en la República Dominicana en Killer7; Thunder Ryu en el Bosque de Bewilderment en No More Heroes).
- La inclusión de una lucha con el jefe en la que el jugador no tiene control sobre el resultado (el Hadsome Men en Killer7; el espectáculo de los CosmoNOTs en Contact; Letz Shake y Dark Star en No More Heroes; las peleas con Akira Saeba en Super Fire Pro Wrestling Special).
- La destacada inclusión de hoteles y moteles (el hotel Flower, Sun, and Rain en Flower, Sun, and Rain; el Union Hotel en killer7; el motel "NO MORE HEROES" en No More Heroes).

## Trabajos
| Título                                  | Plataforma                        | Lanzamiento                                                        | Cargo                           |
| --------------------------------------- | --------------------------------- | ------------------------------------------------------------------ | ------------------------------- |
| Super Fire Pro Wrestling 3 Final Bout   | Super Famicom                     | Lanzado en Japón (1993)                                            | Director                        |
| Super Fire Pro Wrestling Special        | Super Famicom                     | Lanzado en Japón (1994)                                            | Director / Guionista            |
| Twilight Syndrome: Search               | PlayStation                       | Lanzado en Japón (1996)                                            | Director                        |
| Twilight Syndrome: Investigation        | PlayStation                       | Lanzado en Japón (1996)                                            | Director / Guionista            |
| Moonlight Syndrome                      | PlayStation                       | Lanzado en Japón (1997)                                            | Director / Guionista            |
| The Silver Case                         | PlayStation                       | Lanzado en Japón (1999)                                            | Director / Guionista            |
| Flower, Sun, and Rain                   | PlayStation 2                     | Lanzado en Japón (2001)                                            | Director / Guionista            |
| Michigan: Report from Hell              | PlayStation 2                     | Lanzado en Japón (2004) y Europa                                   | Idea original / Productor       |
| Killer7                                 | Nintendo GameCube y PlayStation 2 | Lanzado en Japón (2005), Norteamérica y Europa                     | Director / Guionista            |
| The Silver Case 25 Ward                 | i-mode y Yahoo! Keitai            | Lanzado en Japón (2005)                                            | Director / Guionista            |
| Samurai Champloo: Sidetracked           | PlayStation 2                     | Lanzado en Japón (2006) y Norteamérica                             | Director / Guionista            |
| Contact                                 | Nintendo DS                       | Lanzado en Japón (2006), Norteamérica y Europa                     | Productor                       |
| Blood+: One Night Kiss                  | PlayStation 2                     | Lanzado en Japón (2006)                                            | Director / Guionista            |
| No More Heroes                          | Wii                               | Lanzado en Japón en diciembre (2007), Norteamérica y Europa (2008) | Director / Guionista            |
| Flower, Sun and Rain: Unending Paradise | Nintendo DS                       | Lanzado en Japón en marzo (2008), Norteamérica y Europa (2008)     |                                 |
| Project Zero 4                          | Wii                               | Lanzado en Japón (2008)                                            | Director / Guionista            |
| The Silver Case                         | Nintendo DS                       | Cancelado                                                          | Director / Guionista            |
| The Silver Case 25 Ward                 | Nintendo DS                       | Cancelado                                                          | Director / Guionista            |
| No More Heroes 2: Desperate Struggle    | Wii                               | Lanzado en Europa (2010)                                           | Director Ejecutivo              |
| No More Heroes: Heroes' Paradise        | Xbox 360, PlayStation 3           | Lanzado en América (2011)                                          | Director / Guionista Original   |
| Shadows of the Damned                   | Xbox 360, PlayStation 3           | Lanzado en Norteamérica (2011), Europa y Japón                     | Director ejecutivo              |
| Lollipop Chainsaw                       | Xbox 360, PlayStation 3           | Junio de 2012                                                      | Director Creativo               |
| Diabolical Pitch                        | Xbox 360                          | Fecha de lanzamiento por anunciar (2012)                           | Director Creativo               |
| Kaihō Shōjo (Guild01)                   | Nintendo 3DS                      | Fecha de lanzamiento por anunciar (2012, Japón)                    |                                 |
| Killer is Dead                          | Xbox 360, PlayStation 3, PC       | Lanzado en Japón (2013), Norteamérica y Europa                     | Escritor Original               |
| Travis Strikes Again: No More Heroes    | Nintendo Switch                   | Mundialmente (2019)                                                | Director / Productor / Escritor |
| No More Heroes 3                        | Nintendo Switch                   | 26 de agosto de 2021                                               | Director / Productor / Escritor |

## Otros trabajos
Goichi Suda escribió las letras de dos de las canciones usadas en sus juegos. Una canción japonesa llamada "F.S.R.-For You-" fue usada en Flower, Sun, and Rain y una canción en inglés en No More Heroes. Ésta tiene como título "The virgin child makes her wish without feeling anything"